# Procol Harum (album)
Procol Harum – debiutancki, eponimiczny album studyjny angielskiego zespołu rockowego Procol Harum, wydany w 1967 roku przez wytwórnie Regal Zonophone (Wielka Brytania) i Deram (Stany Zjednoczone).

## Lista utworów
Opracowano na podstawie materiału źródłowego.
Wydanie LP (UK):
Strona A
| Nr | Tytuł utworu                            | Słowa      | Muzyka       | Długość |
| -- | --------------------------------------- | ---------- | ------------ | ------- |
| 1. | „Conquistador”                          | Keith Reid | Gary Brooker | 2:42    |
| 2. | „She Wandered Through the Garden Fence” | Keith Reid | Gary Brooker | 3:29    |
| 3. | „Something Following Me”                | Keith Reid | Gary Brooker | 3:40    |
| 4. | „Mabel”                                 | Keith Reid | Gary Brooker | 1:55    |
| 5. | „Cerdes (Outside the Gates Of)”         | Keith Reid | Gary Brooker | 5:07    |
|    |                                         |            |              | 16:53   |

Strona B
| Nr | Tytuł utworu                  | Słowa      | Muzyka         | Długość |
| -- | ----------------------------- | ---------- | -------------- | ------- |
| 1. | „A Christmas Camel”           | Keith Reid | Gary Brooker   | 4:54    |
| 2. | „Kaleidoscope”                | Keith Reid | Gary Brooker   | 2:57    |
| 3. | „Salad Days (Are Here Again)” | Keith Reid | Gary Brooker   | 3:44    |
| 4. | „Good Captain Clack”          | Keith Reid | Gary Brooker   | 1:32    |
| 5. | „Repent Walpurgis”            | –          | Matthew Fisher | 5:05    |
|    |                               |            |                | 18:12   |

Wydanie LP (USA):
Strona A
| Nr | Tytuł utworu                            | Słowa      | Muzyka                       | Długość |
| -- | --------------------------------------- | ---------- | ---------------------------- | ------- |
| 1. | „A Whiter Shade of Pale”                | Keith Reid | Gary Brooker, Matthew Fisher | 4:04    |
| 2. | „She Wandered Through the Garden Fence” | Keith Reid | Gary Brooker                 | 3:18    |
| 3. | „Something Following Me”                | Keith Reid | Gary Brooker                 | 3:37    |
| 4. | „Mabel”                                 | Keith Reid | Gary Brooker                 | 1:50    |
| 5. | „Cerdes (Outside the Gates Of)”         | Keith Reid | Gary Brooker                 | 5:04    |
|    |                                         |            |                              | 17:53   |

Strona B
| Nr | Tytuł utworu                  | Słowa      | Muzyka         | Długość |
| -- | ----------------------------- | ---------- | -------------- | ------- |
| 1. | „A Christmas Camel”           | Keith Reid | Gary Brooker   | 4:48    |
| 2. | „Conquistador”                | Keith Reid | Gary Brooker   | 2:38    |
| 3. | „Kaleidoscope”                | Keith Reid | Gary Brooker   | 2:57    |
| 4. | „Salad Days (Are Here Again)” | Keith Reid | Gary Brooker   | 3:44    |
| 5. | „Repent Walpurgis”            | –          | Matthew Fisher | 5:04    |
|    |                               |            |                | 19:11   |

## Twórcy
Opracowano na podstawie materiału źródłowego.
Muzycy:
- Gary Brooker – śpiew, fortepian
- Matthew Fisher – organy Hammonda
- Robin Trower – gitara
- David Knights – gitara basowa
- B.J. Wilson – perkusja
- Keith Reid – teksty

Dodatkowi muzycy:
- Ray Royer – gitara (A Whiter Shade of Pale)
- Bill Eyden – perkusja (A Whiter Shade of Pale)

Produkcja:
- Denny Cordell – produkcja muzyczna